# ديكستر بيركنز
ديكستر بيركنز (بالإنجليزية: Dexter Perkins)‏ هو مؤرخ أمريكي، ولد في 20 يونيو 1889، وتوفي في 12 مايو 1984.